# زمان سقوط آزاد
زمان سقوط آزاد (انگلیسی: Free-fall time) زمان مشخصه‌ای است که یک تودهٔ جرم را مجبور به فروپاشی تحت جاذبه کشش جاذبه خود می‌کند، و این در صورتی است که نیروی دیگری برای مقابله با این فروپاشی وجود نداشته باشد. به همین ترتیب، این نقش اساسی را در تعیین بازهٔ زمانی برای طیف گسترده‌ای از فرایندهای اخترفیزیکی - از تشکیل ستاره تا لرزه‌شناسی خورشیدی (هلیوزئیسمولوژی) تا ابرنواختر - که در آن جاذبه نقش غالب را بازی می‌کند، بازی می‌کند.

## ورود به یک منبع ثقل نقطه‌ای
بدست آوردن زمان سقوط آزاد با استفاده از قانون سوم حرکت سیاره ای کپلر در مدار بیضوی منحط نسبتاً ساده است. جرم نقطه‌ای {\displaystyle m} در فاصله {\displaystyle R} را از منبع نقطه‌ای جرم {\displaystyle M} در نظر بگیرید که به‌طور شعاعی به سمت داخل قرار می‌گیرد. از اهمیت اساسی، قانون سوم کپلر تنها به نیمه قطر کوچک و بزرگ بستگی دارد و به خارج از مرکز بستگی ندارد. یک مسیر کاملاً شعاعی مثالی از بیضوی منحط با خارج از مرکز بودن ۱ و محور نیمه بزرگ است {\displaystyle R/2}. بنابراین، زمانی که بدن برای سقوط به درون، چرخش و بازگشت به موقعیت اصلی خود طول می‌کشد، همان دوره مدار دایره ای شعاع {\displaystyle R/2} است، یا:
{\displaystyle t_{\text{orbit}}={\frac {2\pi }{\sqrt {G(M+m)}}}\left({\frac {R}{2}}\right)^{3/2}={\frac {\pi R^{3/2}}{\sqrt {2G(M+m)}}}.}